# Thecla rojasi
Thecla rojasi är en fjärilsart som beskrevs av Emilio Ureta 1958. Thecla rojasi ingår i släktet Thecla och familjen juvelvingar. Inga underarter finns listade i Catalogue of Life.